# Dobrý voják Švejk (film, 1960)
Dobrý voják Švejk (německy Der brave Soldat Schwejk) je německý film režiséra Axela von Ambessera, natočený v roce 1960 na motivy románu Jaroslava Haška „Osudy dobrého vojáka Švejka za světové války“, s Heinzem Rühmannem v hlavní roli.

## Děj
Švejk se v Praze živí jako obchodník se psy. Má být uvězněn za urážku majestátu. Protože je však považován za slabomyslného, je místo toho poslán do státního ústavu. Tam jeho fyzické a duševní zdraví vyšetřují tři lékaři. Když ho jeden z lékařů obviní ze simulace, Švejk je ujistí, že je „oficiálně uznaný idiot“. Když v roce 1914 vypukla první světová válka, byl povolán do rakousko-uherské armády jako vojín. Kvůli revmatismu byl přidělen k nadporučíkovi Lukášovi jako důstojnický sluha. Lukáš se ze všech sil snažil vyhnout odeslání na frontu, místo toho trávil čas hraním karet a trávením času s krásnými ženami.
Švejk pořídí Lukášovi na jeho žádost teriéra. Když Lukáš venčí teriéra, potká plukovníka, skutečného majitele psa. Lukáš, který má cvičit rekruty a vyhnout se tak předčasné smrti ve válce, je obviněn z krádeže psa a převelen do Českých Budějovic. Cestou vlakem do Českých Budějovic Švejk zatáhne za ruční brzdu a protože nemá peníze na zaplacení pokuty za tento přestupek, je nucen na další zastávce vystoupit. Odtud se vydá pěšky do Českých Budějovic, ale ztratí se a je zatčen jako dezertér a dokonce zaměněn za ruského špiona. Je však je brzy propuštěn.
Když se Švejk chce vrátit do služeb nadporučíka Lukaše, ukáže se, že ten už má nového sluhu jménem Balun. Švejkovi však svěří dopis milence. Krátce předtím, než se Švejk chystá dopis doručit, potká svého starého přítele Vodičku a oba se opijí. Dohodnou se, že se setkají, jak Švejk říká, „po válce v šest“. Večer se Švejk konečně chce dopisu zbavit. Manžel adresáta se však mezitím vrátil domů a dopis přijme. Aby ochránil Lukaše, Švejk předstírá, že dopis napsal sám.
Lukáš a Švejk jsou nakonec nasazeni na ruskou frontu. Když na ně na bojišti vystřelí nepřátelská vojska, Švejk najde čtyřlístek a dá ho Lukášovi, aby mu přinesl štěstí. Ihned poté je Lukáš smrtelně zraněn, načež ho Švejk pod granátovou palbou odnese z bojiště. V kukuřičném poli se spřátelí s ruským vojákem Borisem a vymění si uniformy. Švejk je tak zajat Rakušany a má být zastřelen jako dezertér a přeběhlík. Na poslední chvíli dorazí zpráva, že válka skončila. Švejk se vrací domů a v místním baru se setkává s Vodičkou, která ve válce přišla o nohu. Navzdory velkým světovým politickým událostem zůstalo pro Švejka všechno při starém.

## Zajímavost
Ruského vojáka Borise, se kterým se Švejk spřátelí, ztvárnil Fritz Muliar, který se později ujal role dobrého vojáka Švejka v rakousko-německém televizním seriálu Dobrodružství dobrého vojáka Švejka (1972–1977).